# Japanischer Fußball-Supercup 2000
Der japanische Fußball-Supercup 2000 wurde am 4. März 2000 zwischen dem japanischen Meister 1999 Júbilo Iwata und dem Kaiserpokal-Sieger 1999 Nagoya Grampus Eight ausgetragen. Das Spiel fand im Nationalstadion in Tokio statt.
| Paarung              | Júbilo Iwata – Nagoya Grampus Eight |
| Ergebnis             | 1:1 (0:0), 3:2 i. E. |
| Datum                | 4. März 2000 um 14:47 Uhr |
| Stadion              | Nationalstadion, Tokio |
| Zuschauer            | 25.063 |
| Schiedsrichter       | Tōru Kamikawa |
| Tore                 | 0:1 Romildo (55.) 1:1 Takashi Fukunishi (73.) Elfmeterschießen: 1:0 Toshihiro Hattori 1:0 Stojkovic 2:0 Toshiya Fujita 2:0 Takashi Hirano 3:0 Masami Ihara 3:1 Gō Ōiwa 3:1 Naohiro Takahara 3:2 Motohiro Yamaguchi 3:2 Masashi Nakayama 3:2 Wagner Lopes                    |
| Júbilo Iwata         | Yūshi Ozaki – Hideto Suzuki, Takashi Fukunishi, Masami Ihara – Norihiro Nishi (65. Fumitake Miura), Daisuke Oku, Toshihiro Hattori, Takahiro Yamanishi (65. Nobuo Kawaguchi), Toshiya Fujita – Naohiro Takahara, Masashi Nakayama Cheftrainer: Hadzievski ( Nordmazedonien) |
| Nagoya Grampus Eight | Seigō Narazaki – Kazuhisa Iijima (22. Tetsuya Okayama), Romildo, Gō Ōiwa, Seiichi Ogawa – Shigeyoshi Mochizuki, Motohiro Yamaguchi, Oulida (10. Masahiro Koga), Takashi Hirano – Stojkovic, Wagner Lopes Cheftrainer: Joao Carlos ( Brasilien)                              |
| Gelbe Karten         | Masashi Nakayama (67.), Daisuke Oku (87.) – Romildo (28.), Stojkovic (77.) |

## Supercup-Sieger Júbilo Iwata
|  | Júbilo Iwata |
|  | - Tor: Yūshi Ozaki - Abwehr: Hideto Suzuki; Takashi Fukunishi; Masami Ihara - Mittelfeld: Norihiro Nishi; Daisuke Oku; Toshihiro Hattori; Takahiro Yamanishi; Toshiya Fujita; Fumitake Miura - Angriff: Naohiro Takahara; Masashi Nakayama; Nobuo Kawaguchi |
|  | Trainer: Hadzievski |